# 園井惠子

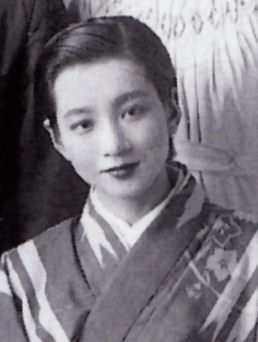
園井惠子

園井惠子（1913年8月6日—1945年8月21日）是日本女演員。出生於岩手縣。寶塚歌劇團畢業生。

## 生平

### 广岛原子弹
1945年8月6日，美國朝廣島投下原子彈時，園井惠子正位於廣島。當天她人暫時失去了知覺，但並未受傷。不過受到原子彈影響，園井惠子身體狀況急劇惡化。她的头发在晚上開始大把大把脱落，8月19日左右，園井惠子发高烧，之後又出現便血、皮下出血和妄想等症狀。8月21日，園井惠子體溫达到40摄氏度，並於當天去世。第二天園井惠子的遺體被火化。她的骨灰埋葬在岩手縣盛岡市内的恩流寺。

## 电影
- 『軍國女學生』（1938年）
- 『山と少女』（1938年）
- 『雪割草』（1939年）
- 『南十字星』（1941年）
- 『無法松の一生』（1943年）

### 引用
1. ↑  . コトバンク.   [2022-04-06]. （原始内容存档于2022-04-06） （日语）.
2. ↑  . コトバンク.   [2022-04-06]. （原始内容存档于2022-04-06） （日语）.
3. ↑  . 朝日新聞デジタル.   [2022-04-06]. （原始内容存档于2022-04-09） （日语）.
4. 1 2  Shiryōshū 1991，第342–346頁.
5. ↑  Tsuganesawa & Kondo 2006，第158頁.
6. 1 2 3  Shiryōshū 1991，第293–297頁.

## 外部連結
- 维基共享资源上的相關多媒體資源：園井惠子